# Leningrádszkij
Leningrádszkij egy apró település Oroszország északkeleti végében, nem messze a Csukcs-tenger partjától; Csukcsföld Iultyini járásában. Népessége az elmúlt évtizedekben megfogyatkozott, 2002-ben 764 fő lakta. Az északi sarkkörtől északra helyezkedik el, éghajlata hideg. A lakosság fő megélhetését a halászat és az aranybányászat adja.

## Fordítás
- Ez a szócikk részben vagy egészben  a   Leningradsky, Chukotka Autonomous Okrug című angol Wikipédia-szócikk fordításán alapul.  Az eredeti cikk szerkesztőit annak laptörténete sorolja fel. Ez a jelzés csupán a megfogalmazás eredetét és a szerzői jogokat jelzi, nem szolgál a cikkben szereplő információk forrásmegjelöléseként.